# Tanukigoten
Tanukigoten è il settimo album del gruppo rock giapponese The 5.6.7.8's, pubblicato nel 2014 sotto l'etichetta Time Bomb.

## Tracce

### Lato A
1. Sho-Jo-Ji
2. Hoovering Part 1
3. Shake
4. Mothra
5. Ki Kya Shout

### Lato B
1. Havana Moon, Banana Loon, Asuka Boom
2. Great Balls Of Fire
3. Hoovering Part 2
4. Soulful Dress
5. Harlem Nocturne